# Geodienst
Geodienste, auch Geodatendienste oder OpenGIS Web Services (OWS) sind vernetzbare, raumbezogene Webservices, die Geodaten in strukturierter Form zugänglich machen.
Geodienste nehmen in einer Geodateninfrastruktur eine zentrale Rolle ein, denn sie sind das Bindeglied zu den Geodaten in deren zahlreichen Datenmodellen und -formaten. Nur durch die Nutzung von Geodiensten ist eine interoperable Nutzung für unterschiedlichste netzwerkbasierte Geoanwendungen und Geoinformationssysteme (GIS) erst möglich.
Für den Zugriff auf Geodienste können als Webapplikationen realisierte Geoportale oder lokal installierte und mit entsprechender Funktionalität ausgestattete GIS-Clients (Geobrowser) eingesetzt werden.

## Standards
Die Standardisierung wird mit den technischen Dokumenten des Open Geospatial Consortiums (OGC) geleistet. Diese Spezifikationen basieren wiederum auf der ISO-Normenreihe 19100, bearbeitet durch das ISO TC 211.
Es gibt verschiedene Arten von Geodiensten, die durch die Standards des OGC definiert sind. Zu den etablierten Standards gehören:
- WMS (Web Map Service): Ein WMS stellt digitale Kartenbilder als Bildressourcen bereit. Dabei können Benutzer in die Karten hineinzoomen, sie verschieben und spezifische Orte oder Merkmale anzeigen.
- WMTS (Web Map Tile Service): Ein WMTS ist eine erweiterte Version des WMS und stellt gekachelte Kartenbilder bereit. Dabei werden die Karten in vordefinierte Kacheln aufgeteilt, die effizienter übertragen und angezeigt werden können.
- WFS (Web Feature Service): Der WFS ermöglicht den Zugriff auf Geodaten als Vektorgeometrie. Benutzer können die Geodaten abfragen, filtern, bearbeiten und in verschiedenen Formaten abrufen.
- WCS (Web Coverage Service): Ein WCS ermöglicht den Zugriff auf Rasterdaten wie Satellitenbilder, Höhendaten oder Wetterdaten. Benutzer können die Rasterdaten abfragen, filtern und analysieren.
- CSW (Catalogue Service for the Web): Der CSW ermöglicht den Zugriff auf Geodatenkataloge und die Suche nach Metadaten. Benutzer können nach spezifischen Geodatensätzen suchen und Informationen zu den verfügbaren Geodaten erhalten.

Der OGC hat auch neue API-basierte Standards entwickelt, die als Nachfolger der etablierten Standards dienen, unter anderem:
- OGC API-Features: Dieser Standard ist der Nachfolger des WFS und ermöglicht den Zugriff auf Vektordaten über eine moderne RESTful API. OGC API-Features bietet verbesserte Funktionen für die Abfrage, Filterung, Bearbeitung und Selektion von Geodaten.
- OGC API-Tiles: Dieser Standard bietet einen optimierten Zugriff auf gekachelte Kartenbilder und dient als Nachfolger des WMTS. OGC API-Tiles ermöglicht eine effiziente Übertragung und Anzeige von Kartenkacheln für eine schnellere und reaktionsschnellere Kartenvisualisierung.

Weitere OGC-API-Standards befinden sich in der Entwicklung, um spezifische Anwendungsfälle von Geodiensten abzudecken. Dazu gehört der OGC API-Maps, der sich auf Kartendienste konzentriert. OGC API-Maps ermöglicht den Zugriff auf Kartenbilder über eine API und bietet verbesserte Möglichkeiten zur Interaktion mit Karten, einschließlich dynamischer Kartenebenen und interaktiver Elemente.
Ebenso in Entwicklung ist der OGC API-Records-Standard, der sich auf Catalogue-Dienste konzentriert. OGC API-Records ermöglicht den Zugriff und die Verwaltung von Metadaten für Geodaten und unterstützt die Suche nach spezifischen Geodatensätzen.

## Deutschland
In Deutschland spielt die Geodateninfrastruktur Deutschland (GDI-DE) eine wichtige Rolle bei Bereitstellung und Austausch von Geodaten und Geodiensten. Die GDI-DE basiert auf einer verteilten Architektur, bei der verschiedene Institutionen und Behörden Geodaten über standardisierte Schnittstellen und Protokolle bereitstellen. Die Architektur der GDI-DE folgt den Richtlinien des Open Geospatial Consortiums (OGC) und verwendet Standards wie WMS, WFS, WCS, CSW, sowie den Nachfolgestandards wie OGC API-Features.
Durch die GDI-DE und die Verwendung von Standards wird die Interoperabilität von Geodiensten in Deutschland gefördert und eine einheitliche Bereitstellung von Geodaten über verschiedene Behörden und Institutionen hinweg ermöglicht. Dies erleichtert den Zugriff und die Nutzung von Geodaten für Anwendungen in Bereichen wie Umwelt, Verwaltung, Planung oder Forschung.

## Europa
In Europa spielt die europäische Geodateninfrastruktur INSPIRE (Infrastructure for Spatial Information in Europe) eine wichtige Rolle für die Harmonisierung und Koordinierung von Geodaten und -diensten.
Mit den Durchführungsbestimmungen zur INSPIRE-Richtlinie der Europäischen Union werden „Geodatendienste und sonstige Netzdienste“ als Grundlage für die interoperable europaweite Nutzung von Geoinformationen definiert. In ihrer technischen Ausprägung setzen sie auf den OGC-Standards auf, jedoch ergänzt um Mechanismen der Zugriffskontrolle, die bei OGC bisher nicht berücksichtigt sind.
Diese Bestimmungen definieren die Anforderungen und Standards für verschiedene Arten von Geodiensten, die von den Mitgliedstaaten der Europäischen Union bereitgestellt werden müssen. Der Web Coverage Service gehört wie auch der Web Feature Service und der Nachfolgestandard OGC API-Features zu den Download-Diensten im Sinne der INSPIRE-Regelung, während der Web Map Service bzw. OGC API-Tiles zu den View-Services gezählt wird.